# Ilha Igloolik
A ilha Igloolik é uma ilha pertencente ao Arquipélago Ártico Canadiano, no território de Nunavut, e situada na Bacia de Foxe, perto da Península de Melville. A única localidade na ilha é Igloolik.